# Integraalbrug
Een integraalbrug is een specifiek type brug of viaduct, waarbij het rijdek monoliet is verbonden aan de onderliggende constructie (onderbouw). Bij een "gewoon" viaduct ligt het rijdek op opleggingen en is er een voeg tussen het brugdek en de onderbouw. De opleggingen en de brugdekvoegen vergen onderhoud.
Een voorbeeld van een integraalbrug is de Valkbrug in Leiden. 

## Voordelen
De voordelen zijn:
- minder onderhoud, dus minder onderhoudskosten;
- minder onderhoud, dus minder toekomstige stremmingen voor het verkeer;
- minder corrosieschade aan naast- en ondergelegen constructieonderdelen.

De constructietechnische voordelen zijn:
- kleiner veldmoment, waardoor een lagere constructiehoogte nodig is (gewichtsreductie).

## Nadelen
De nadelen liggen voornamelijk in de ontwerpsfeer:
- grote invloed door temperatuurbelasting;
- grote invloed van tijdsafhankelijk materiaalgedrag (krimp en kruip);
- grote invloed door (ongelijkmatig) zakken van de grond;
- cyclische uitzettingen en inkrimpingen door temperatuursverschillen zorgen voor grotere horizontale gronddruk opspannen).